# Gasterellaceae
Gasterellaceae Zeller – rodzina grzybów z rzędu borowikowców (Boletales).

## Systematyka
Pozycja w klasyfikacji według Index Fungorum: Boletales, Agaricomycetidae, Agaricomycetes, Agaricomycotina, Basidiomycota, Fungi.
Rodzinę tę do taksonomii grzybów wprowadził Sanford Myron Zeller w 1948 r. Jest to takson monotypowy, do którego należy jeden tylko rodzaj z jednym gatunkiem.
- rodzina: Gasterellaceae Zeller 1948
  - rodzaj: Gasterella Zeller & L.B. Walker 1935
    - gatunek: Gasterella luteophila Zeller & L.B. Walker 1935